# Simon Webb
Simon Webb (* 10. Juni 1949 in London; † 14. März 2005 in Järfälla, Schweden) war ein britischer Schachspieler.

## Leben
Zu seinen Leistungen gehörte der geteilte erste Platz in der britischen U18-Meisterschaft 1966 und der 4. Platz in der Jugend-Europameisterschaft 1969. Obwohl er nie professioneller Spieler wurde, nahm er an diversen starken Turnieren teil. 1975 erreichte er bei den Britischen Schachmeisterschaften den geteilten 2. Platz hinter William Hartston. 1977 bekam er vom Weltschachverband FIDE den Titel eines Internationalen Meisters verliehen. Seine letzte Elo-Zahl betrug 2420, seine höchste Elo-Zahl war 2445 im Januar 1978.
Webb begann in den frühen 1980er Jahren mit Fernschach und gab das Spiel am Brett fast komplett auf. 
Im Finale der 14. ICCF-Weltmeisterschaft belegte er den 5. Platz. 1983 errang er den Großmeistertitel im Fernschach. Seine höchste Wertungszahl im Fernschach betrug 2609. 1997 gewann er die erste IECG-Weltmeisterschaft.
Simon Webb war vor allem durch sein Lehrbuch Schach für Tiger (1978, ISBN 3499173832) bekannt, in dem er auf humoristische Weise psychologische Tipps für die Turnierpraxis gibt. Seit Mitte der 1980er Jahre lebte Webb in Stockholm.
Am 14. März 2005 wurde er von seinem 25-jährigen Sohn nach einem Streit mit einem Messer erstochen. Sein Sohn, der wegen Drogendelikten vorbestraft war, unternahm danach mit dem Auto einen Selbstmordversuch, überlebte aber mit einer gebrochenen Nase.

## Nationalmannschaft
Mit der englischen Nationalmannschaft nahm Webb an den Mannschaftseuropameisterschaften 1977 in Moskau und 1980 in Skara teil. 1980 erreichte er mit der Mannschaft den dritten Platz.

## Vereine
Seit seiner Übersiedelung nach Schweden spielte Webb bis zu seinem Tod für den Wasa SK, mit dem er 1987, 1988, 1989, 1990 und 1991 schwedischer Mannschaftsmeister wurde und dreimal am European Club Cup teilnahm.